# Baylisascaris procyonis
Baylisascaris procyonis, (conhecido como lombriga do guaxinim) é um nematóide encontrado de forma ubíqua em guaxinins, os hospedeiros definitivos. Nomeado conforme H. A. Baylis, que os estudou nas décadas de 1920 e 1930. As larvas de Baylisascaris em hospedeiros paratênicos podem migrar, causando larva migrans visceral. A Baylisascaríase como infecção zoonótica em humanos é rara, embora extremamente perigosa devido à capacidade das larvas do parasita migrarem para o tecido cerebral e causar danos permanentes. A preocupação com a infecção humana tem vindo a aumentar ao longo dos anos devido à urbanização das zonas rurais, resultando no aumento da proximidade e potencial de interação humana com guaxinins.

## Sinais e sintomas
O potencial de infecção humana foi observado em 1969 por Paul C. Beaver, que estudou camundongos infectados, e o primeiro caso foi relatado 15 anos depois. A infecção humana com B. procyonis tem sido relativamente rara, com cerca de 30 casos relatados desde 1980. No entanto, a doença causada por este parasita pode ser extremamente perigosa, causando morte ou sintomas graves. A doença relatada atingiu principalmente crianças e quase todos os casos foram resultado da ingestão de solo ou fezes contaminados. Mesmo com o tratamento, o prognóstico é ruim e os pacientes em quase todos os casos apresentam danos neurológicos permanentes. A infecção dos olhos pode resultar em danos e perda visual permanente. Os medicamentos anti-helmínticos comuns são capazes de tratar vermes adultos que vivem nos intestinos, mas são menos eficazes contra a migração de larvas. O tratamento agressivo e precoce com corticosteroides e albendazol resultou, em alguns casos, em recuperações completas. É possível que a infecção humana seja mais comum do que diagnosticada e a maioria dos casos não atinge um estágio clínico. Anticorpos para B. procyonis foram encontrados em indivíduos saudáveis, sugerindo infecções subclínicas.

## Causa

### Transmissão
Na América do Norte, as taxas de infecção por B. procyonis em guaxinins são muito altas, sendo encontradas em cerca de 70% de guaxinins adultos e 90% de guaxinins juvenis. A transmissão ocorre de forma semelhante a outras espécies de lombrigas, através da via fecal-oral. Os ovos são produzidos pelo verme no intestino, e os ovos liberados amadurecem para um estado infeccioso externamente no solo. Quando um ovo infectado é ingerido, as larvas eclodem e entram no intestino. A transmissão de B. procyonis também pode ocorrer pela ingestão de larvas encontradas no tecido infectado.

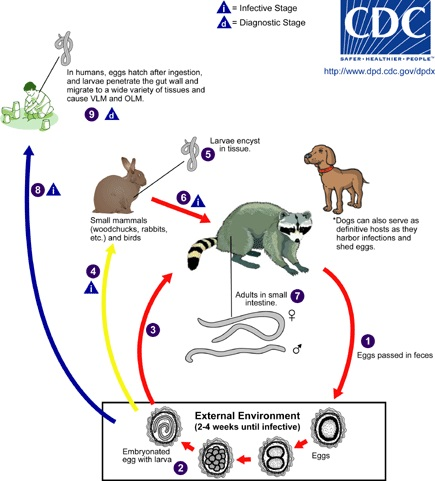
O ciclo de vida do Baylisascaris procyonis

### Ciclo de vida
Um verme adulto vive e se reproduz no intestino de seu hospedeiro definitivo, o guaxinim. O verme fêmea pode produzir entre 115.000 e 179.000 ovos por dia. Os ovos são excretados junto com as fezes e tornam-se infectantes no solo após 2 a 4 semanas. Se ingerido por outro guaxinim, o ciclo de vida se repete. No entanto, se esses ovos forem ingeridos por um hospedeiro paratênico (pequenos mamíferos, aves), as larvas de B. procyonis penetrarão na parede intestinal do hospedeiro e migrarão para os tecidos. As larvas tendem a migrar para o cérebro, causar danos e afetar o comportamento do hospedeiro intermediário, tornando-o uma presa mais fácil para os guaxinins. A reprodução não ocorre nesses hospedeiros paratênicos; no entanto, se um guaxinim ataca um hospedeiro paratênico infectado, as larvas encistadas podem se tornar adultas no guaxinim e o ciclo recomeça.

## Diagnóstico
O diagnóstico laboratorial e clínico pode ser desafiador: não há teste sorológico comercialmente disponível nos Estados Unidos e, embora a identificação de larvas em tecidos ou espécimes seja confirmatória, isso nem sempre é possível ou prático. O diagnóstico de B. procyonis é feito através da identificação das larvas no exame tecidual. O diagnóstico requer conhecimento prévio, juntamente com a compreensão e reconhecimento das características morfológicas larvais, incluindo a capacidade de distinguir entre vários outros parasitas possíveis, incluindo Toxocara canis, Toxocara cati, Ascaris lumbricoides e entre espécies de Gnathostoma, Angiostrongylus e Ancylostoma. As características distintivas das larvas de B. procyonis no tecido são seu tamanho relativamente grande (60 μ). Às vezes, o teste sorológico é usado como evidência de suporte, embora nenhum teste sorológico comercial esteja disponível atualmente. Outros métodos de diagnóstico incluem: biópsia cerebral, neuroimagem, eletroencefalografia, diagnósticos diferenciais entre outros exames laboratoriais. A Baylisascaríase humana é pouco reconhecida, pois o conhecimento da doença clínica ainda é um pouco obscuro. Isso pode ser devido à dificuldade de diagnosticar a doença. Como um pequeno número de larvas pode causar doença grave e as larvas ocorrem aleatoriamente no tecido, uma biópsia geralmente não inclui larvas e, portanto, leva a resultados negativos. A identificação das características morfológicas requer prática e experiência e pode não ser reconhecida com precisão ou pode ser identificada erroneamente. O fato de não existir nenhum teste sorológico comercial para o diagnóstico da infecção por B. procyonis dificulta o diagnóstico e o tratamento.

## Prevenção
Educar o público sobre os perigos do contato com guaxinins ou suas fezes é o passo preventivo mais importante. Os pais devem incentivar seus filhos a praticar uma boa higiene; Lavar as mãos após brincar ao ar livre ou contato com animais é muito importante. As cercas podem ser usadas para evitar que os guaxinins visitem casas, lixo ou quintais em busca de comida. Manter guaxinins como animais de estimação é fortemente desencorajado. As latrinas de guaxinim dentro e ao redor das casas devem ser verificadas e limpas o mais rápido possível. Água fervente, limpeza a vapor ou fogo são altamente eficazes e são meios de fácil acesso para descontaminar coisas ou áreas domésticas. Materiais contaminados por Baylisascaris procyonis devem ser incinerados. As áreas contaminadas podem ser limpas com uma mistura de xileno-etanol. Desinfetantes químicos comuns não são eficazes contra ovos de B.procyonis. Desinfetantes como 20% de alvejante (1% de hipoclorito de sódio) lavam os ovos, mas não os matam. Como o tratamento não é muito eficaz, a melhor maneira de escapar desse parasita é praticar os métodos de prevenção.

## Epidemiologia
B. procyonis é encontrado abundantemente em seu hospedeiro definitivo, o guaxinim. Descobriu-se que o parasita tem a capacidade de infectar mais de 90 tipos de animais selvagens e domésticos. Muitos desses animais atuam como hospedeiros paratênicos e a infecção resulta na penetração da parede intestinal pelas larvas e subsequente invasão do tecido, resultando em doença grave. Em animais, é a causa mais comum de larva migrans. O hospedeiro paratênico, no entanto, não pode liberar ovos infecciosos, pois a larva não completará seu ciclo de vida até chegar ao guaxinim. Guaxinins são solitários, mas frequentemente defecam em áreas comuns conhecidas como latrinas de guaxinim. Essas latrinas são uma fonte abundante de ovos de B. procyonis, que podem permanecer viáveis por anos. Os guaxinins, portanto, são importantes na manutenção do parasita, fornecendo uma fonte de infecção para humanos e outros animais. O camundongo-de-patas-brancas (Peromyscus leucopus) entre outros pequenos roedores são considerados hospedeiros paratênicos comuns. Os padrões de migração de roedores podem explicar a disseminação de Baylisascaris para vários locais e a subsequente infecção de humanos que podem entrar em contato com ovos de guaxinins infectados. Os camundongos podem ser infectados como resultado do contato com latrinas de guaxinins. Forragear alimentos contaminados com vestígios de fezes de guaxinim também pode levar à exposição a ovos de B. procyonis. Os roedores são facilmente encontrados em muitas áreas com população humana, o que aumenta o risco de transmissão.

## Bioterrorismo
B. procyonis tornou-se uma preocupação por seu uso potencial como agente de bioterrorismo. O fato de os ovos desse parasita serem fáceis de adquirir, capazes de viver por anos, extremamente resistentes a muitos desinfetantes e causar infecções graves em humanos com poucas opções de tratamento pode torná-lo uma arma perigosa. O abastecimento de água da comunidade é facilmente suscetível à contaminação devido à falta de métodos de filtragem e tratamento para se livrar dos ovos.